# Hackerberg
Hackerberg är en ort och kommun i Österrike. Den ligger i distriktet Güssing i förbundslandet Burgenland, i den östra delen av landet. Antalet invånare år 2023 var373. Arean är 3,9 kvadratkilometer.
Kommunens västra gräns bildas av floden Lafnitz.